# أتروبوس (لوحة)
لوحات غويا السوداء الأقدار (1819-1823) أو (لوحة أتروبوس) للفنان الأسباني فرانشيسكو جويا، في الأساطير الكلاسيكية، الأقدار هي ثلاث آلهة تتحكم في خيط الحياة. هم تجسيد القدر (أو الاقدار). الأول، كلوثو، يدور في خيط الحياة، والثاني، لاشيسيز، يتحكم في طوله، والثالث، أتروبوس، يقطعه. إنها ترمز إلى الولادة، والمرور عبر الحياة، والموت، على التوالي. تقليديا، تم تصوير كلوثو وهو يحمل بكرة، ولاشيسيس يحمل خيطًا قادمًا من البكرة، وأتروبوس يقطع الخيط بالمقصات. في لوحة غويا المصائر (المعروفة أيضًا باسم المصير أو أتروبوس) ، نرى المصائر الثلاثة تحمل رجلًا، يفترض أنه شخص تم قطع خيطه للتو. تمسك كلوثو دمية بدلاً من البكرة، وتمسك Lachesis بمظهر زجاجي أو عدسة، ومقص Atropos الصغير بدلاً من مقصاتها.الأقدار آلهة، لكن لا يوجد شيء إله أو إلهي في هؤلاء النساء. لديهم نفس الوجوه المشوهة والوحشية التي رأيناها في العديد من اللوحات السوداء.تعمل المناظر الطبيعية الكئيبة المضاءة بضوء القمر على خلق جو مخيف. المصائر معروضة في متحف ديل برادو في مدريد.